# Perdiu de Madagascar
La perdiu de Madagascar (Margaroperdix madagarensis) és una espècie d'ocell de la família dels fasiànids (Phasianidae) que habita zones de matoll i conreu a les terres baixes de Madagascar. És l'única espècie del gènere Margaroperdix.